# Josef Chmelíček

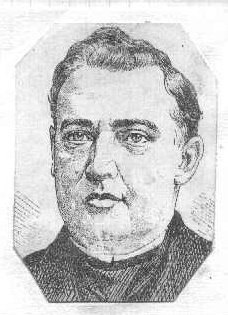
Josef Chmelíček

Josef Chmelíček (* 23. März 1823 in Náměšť nad Oslavou in Mähren; † 15. März 1891 in Brünn) war ein tschechischer, römisch-katholischer Zisterzienserpater, Theologe, Organist und Komponist.
Chmelíček wurde am 6. August 1847 zum Priester geweiht. Er promovierte 1865 zum Dr. phil. Er war Professor der Pastoraltheologie an der Brünner theologischen Lehranstalt.

## Schriften
- Cesta do swaté země. (Reise nach dem heiligen Land.) Brünn 1865.
- Cesta do Francouz a do Špaňhel. (Reise nach Frankreich und Spanien.) Brünn 1869.

## Kompositionen
- In te, Domine, speravi (alt a bas sólo)
- Ave Maria
- Scherzgedicht (P. Rupert (Johann Nep.) Rosegger (1819–1887), gewidmet Josephine Peters, vertont von Dr. Joseph Chmelíček)